# آفت‌کش

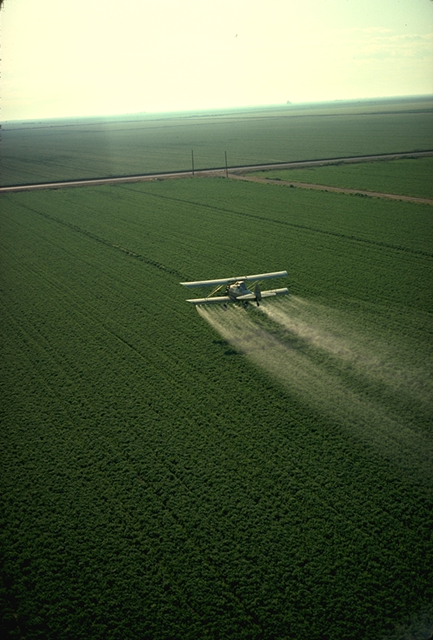
سمپاشی مزرعه توسط هواپیمای سم پاش

آفت‌کش‌ها (به انگلیسی: Pesticide) موادی به صورت مایع، جامد یا گاز هستند که به منظور نابودی آفت‌ها به کار می‌روند. بعضی از این آفت‌ها که مورد علاقه انسان‌ها نیستند، حشرات، علف‌های هرز و میکروب‌هایی هستند که گیاهان را از بین می‌برند. بسیاری از آفت‌کش‌ها، سمی هستند و علاوه بر اینکه آفت‌ها را از بین می‌برند به انسان‌ها و حیوانات نیز صدمه می‌زنند. در واقع هر ماده یا مخلوطی از مواد که به منظور پیشگیری، انهدام یا کنترل هر آفتی که شامل ناقلین عوامل بیماری‌زا به انسان، جانوران و گیاهان می‌باشد را آفت‌کش گویند.

## تعریف آفت‌کش
بنا بر تعریف آژانس حفاظت محیط زیست ایالات متحده آمریکا، هر ماده‌ای که به منظور پیشگیری، نابودی، دور کردن، تنظیم یا کنترل آفت به کار رود، آفت کش خوانده می‌شود.

## تاریخچه
از ۲۰۰۰ سال قبل از میلاد، انسان از آفت‌کش‌ها برای محافظت از محصولاتش استفاده می‌کرده‌است. اولین آفت‌کش شناخته شده، گرد گوگرد است که حدود ۴۵۰۰ سال پیش سومریان باستان در بین‌النهرین از آن استفاده می‌کردند.
در کتاب مذهبی ریگ‌ودا که حدود ۴۰۰۰ سال قدمت دارد، استفاده از گیاهان سمی به عنوان آفت‌کش آورده شده‌است.
در قرن پانزدهم میلادی از عناصر سمی مانند آرسنیک، جیوه و سرب برای ازبین بردن آفت‌ها استفاده می‌شده‌است.
در قرن هفدهم میلادی از برگ‌های گیاه تنباکو، سولفات نیکوتین استخراج گردید و به عنوان حشره کش استفاده شد.
در قرن هجدهم میلادی، ایرانیان و قبایل قفقاز از گرد گل‌های داوودی به عنوان حشره کش استفاده کردند.
در نیمه نخست قرن بیستم، در ایالات متحده آمریکا، از ترکیب بردو به عنوان دافع حشرات و حشره کش به ویژه برای زنجرک استفاده می‌شده‌است.
پس از جنگ جهانی دوم، عصر ظهور آفت کش‌های سنتتیک فرا می‌رسد. به دنبال پیدایش بیماری‌های جدید بسیاری از این آفت کش‌های سنتتیک مانند ددت ممنوع اعلام می‌شوند.

## انواع آفت‌کش (از نظر ارگانیسم هدف)
- علف کش: برای از میان بردن علف‌های هرز
- حشره کش: برای از میان بردن حشراتی که به گیاهان و محصوات کشاورزی آسیب وارد می‌کنند.
- قارچ کش: برای از میان بردن قارچ‌های مضر
- باکتری کش: برای نابود کردن بیماری‌های باکتریایی گیاهی به کار می‌رود.
- نماتد کش(به انگلیسی: Nematocide): برای کنترل جمعیت کرم‌های لوله‌ای[۵]
- موش کش: برای دورکردن، عقیم‌سازی و ازبین بردن موش‌هایی که به محصولات کشاورزی آسیب می‌زنند.[۶]
- راب کش (به انگلیسی: Molluscicide): برای کنترل حلزون و دیگر نرمتنان بکار می‌رود.[۷]
- جونده کش: برای کنترل جوندگان استفاده می‌شود.
- جلبک کش: برای از میان بردن یا کاهش رشد جلبک و خزه استفاده می‌شود.[۸]
- تدخین: گاز یا بخاری که برای نابودی آفات در داخل ساختمان‌ها یا خاک استفاده می‌شود.
- کشنده تخم: برای کنترل تخم حشرات و موش‌ها به کار می‌رود.[۹]

## انواع آفت‌کش (از نظر ترکیب آن)
- آفت‌کش‌های شیمیایی
- آفت‌کش‌های زیستی

## انواع آفت‌کش‌های شیمیایی
- آفت‌کش‌های ارگانیک
- آفت‌کش‌های سنتتیک

## کاربرد
آفت‌کش‌ها برای کنترل ارگانیسم‌هایی که زیان‌آور شناخته می‌شوند، به کار می‌روند. به عنوان مثال آن‌ها می‌توانند، پشه‌هایی که ناقل بیمارهای مرگباری چون ویروس نیل غربی، تب زرد و مالاریا هستند را از بین ببرند. همچنین می‌توانند زنبورها و مورچه‌هایی که عامل بروز حساسیت هستند را نیز از بین ببرند. حشره کش‌ها می‌توانند جانوران را در مقابل بیماری‌هایی که توسط انگل‌هایی چون کک به وجود می‌آیند نیز محافظت کنند.
آفت‌کش‌ها می‌توانند از بروز بیماری‌هایی که ناشی از مواد غدایی کپک زده یا بیماری‌زا می‌باشند، جلوگیری کنند.
علف کش‌ها می‌توانند علف‌ها و درختان هرز کنار جاده را بیین ببرند و علف‌های هرز مهاجمی که باعث آسیب محیط زیست می‌شوند را نابود کنند. همچنین از آن‌ها در دریاچه‌ها و برکه‌ها برای کنترل گیاهان آبی مانند جلبک‌ها و چمن که عامل بوی نامطبوع آب می‌باشند و باعث تداخل در شنا و ماهیگیری می‌شوند، استفاده می‌شود.

## عوارض
بسیاری از آفت‌کش‌ها که برای نابودی آفت‌ها استفاده می‌شوند، برای سلامتی انسان ضرر دارند. ورود آن‌ها به دریاچه‌ها و رودخانه‌ها، موجب آلوده شدن منابع آبی می‌شود. بارش باران اسیدی و از بین رفتن جانداران آبی به دلیل افزایش میزان اسید موجود در آب، از دیگر عوارض استفاده از آفت‌کش‌هاست.
همچنین روانه کردن آفت کش‌ها در آب برای جانوران، به ویژه برای دوزیستان بسیار خطرناک است.

## جایگزین
در بسیاری از موارد، جایگزینی به جای استفاده از آفت‌کش‌های شیمیایی وجود دارد:
- استفاده از مهندسی ژنتیک
- استفاده از جانداران دیگر نظیر طعمه‌خواران و انگل‌ها برای کنترل آفات. برای نمونه می‌توان از مرغابی‌ها برای مقابله با آفت حلزونها در برنج استفاده کرد.
- برخی مواد غذایی می‌توانند فرآوری شوند و علیه آفت‌ها به کار گرفته شوند.
- برای مبارزه با آفات، کشت چند محصولی به جای کشت تک محصولی ترجیح داده می‌شود.